# نجيد (اسم)
نجيد هو اسم علم مذكر من أصل عربي، ومعناه هو الشجاع الماضي في ما يعجز عنه غيره المنقذ السريع الأسد لشجاعته، المكروب المغموم.

## وصلات خارجية
- موسوعة السلطان قابوس لأسماء العرب